# Ernst Krogius

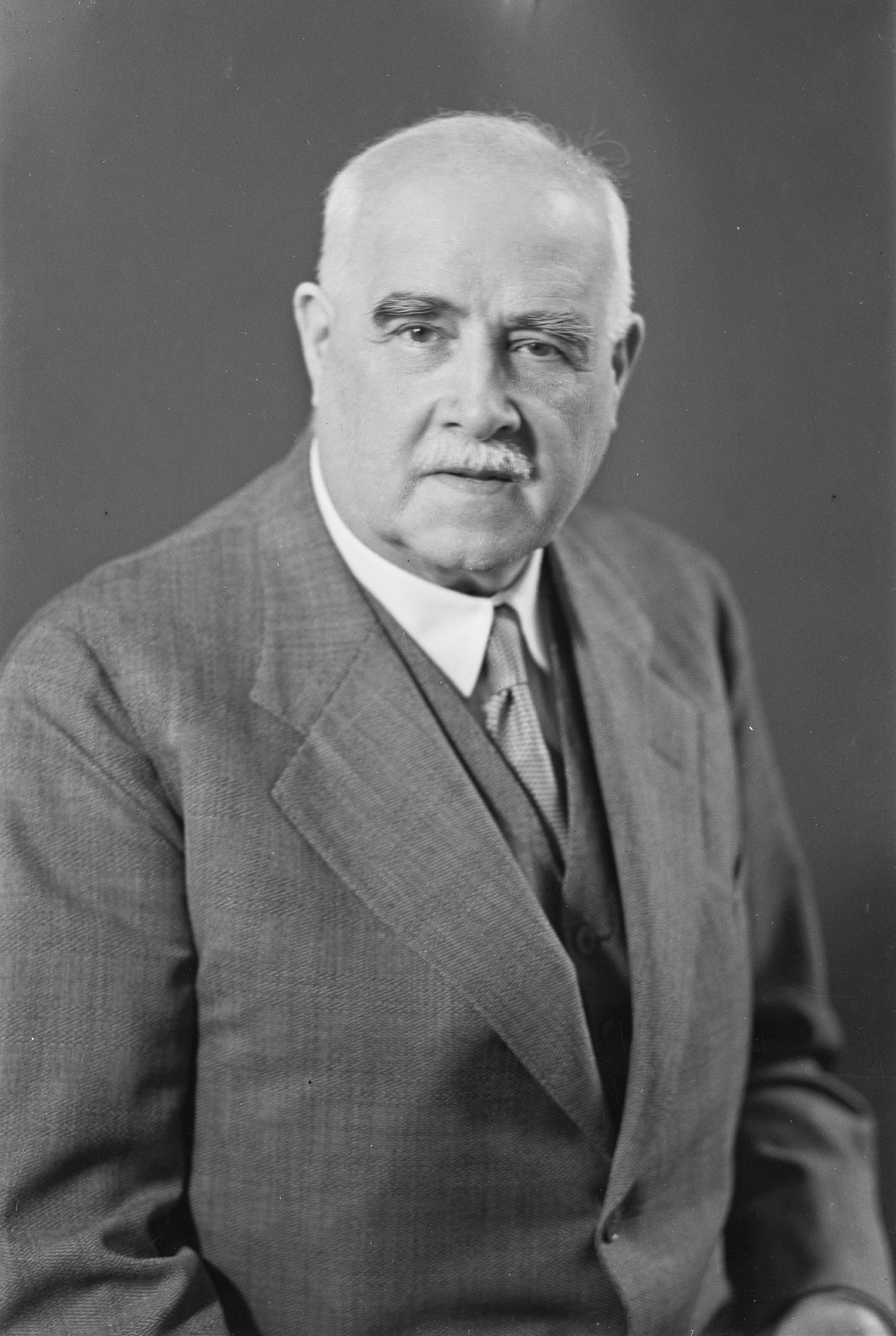
Ernst Krogius år 1938.

Ernst Edvard Krogius, född 6 juni 1865 i Helsingfors, död 21 september 1955 i Köpenhamn, var en finländsk redare. Han var son till Lars Krogius d.ä.
Han var verkställande direktör för speditionsfirman Lars Krogius & Co från 1893. Krogius var mycket sportintresserad och 1919-48 var han ordförande för Finlands olympiska kommitté, och från 1919 medlem av Internationella olympiska kommittén.
Krogius deltog ombord på fartyget Heatherbell, vilket vann brons i segling vid olympiska sommarspelen 1912 i Stockholm.

## Utmärkelser
- Kommendörstecknet av I klass av Finlands Lejons orden[1]
- Kommendör av Vasaorden[1]
- Kommendörstecknet av Finlands Vita Ros’ orden[1]
- Riddare av Hederslegionen[1]

[Redigera Wikidata]